# Basilique du Bon-Jésus de Goa
La basilique du Bon-Jésus (en portugais : Basílica do Bom Jesus) est un édifice religieux catholique de style baroque sis à Velha Goa, l’ancienne capitale de l’Inde portugaise, dans l’État de Goa, sur la côte ouest de l’Inde. Construite entre 1594 et 1605, elle abrite le monument surmonté de la châsse contenant le corps de saint François Xavier. La basilique est un très important lieu de pèlerinage en Inde. En 1986 la basilique fut placée sur la liste du Patrimoine mondial par l’UNESCO.

## Le collège Saint-Paul
Les jésuites, présents à Goa depuis 1542 (avec l’arrivée de François Xavier et des premiers compagnons), avaient repris une petite école qu’ils transformèrent en collège-séminaire (collège Saint-Paul) pour la formation d’un clergé local. Le collège se trouvait un peu à l’extérieur de la ville (il n’en reste aujourd’hui que le portail d’entrée). C’est là que fut transporté triomphalement le corps de saint François Xavier lorsqu’en 1554, il fut rapatrié de Malacca.
Dès 1578 le séminaire obtint la faculté de conférer des grades ecclésiastiques. La multiplication d’activités diverses (maison de catéchumènes, noviciat jésuite, hôpital, résidence des pères) fit que l’on considéra bientôt la construction d’une maison au centre de Goa même. La nouvelle résidence, une « maison professe », fut construite de 1586 à 1589.

## Basilique du Bon-Jésus

### Construction
Manquant d’espace pour leurs activités apostoliques (messes, prédications, confessions, etc), les jésuites mirent en chantier une église. L’architecte et maître d’œuvre en est le frère jésuite Dominique Fernandes, de Coimbre. Une inscription sur un des piliers de la nef indique que sa construction commença le 24 novembre 1594. Dix ans plus tard l’archevêque de Goa, Aleixo Menezes, consacra la nouvelle « église de Jésus » (15 mai 1605). Non seulement le modèle architectural en fut l’église du Gesù (à Rome) mais le thème principal, en est le même, à savoir le nom de Jésus. Comme au Gesù de Rome le monogramme IHS est extrêmement prééminent sur l’impressionnante façade baroque à trois étages de la basilique. La basilique du Bon-Jésus est d’ailleurs à peine 10 ans plus jeune que son modèle.

### La châsse de François Xavier

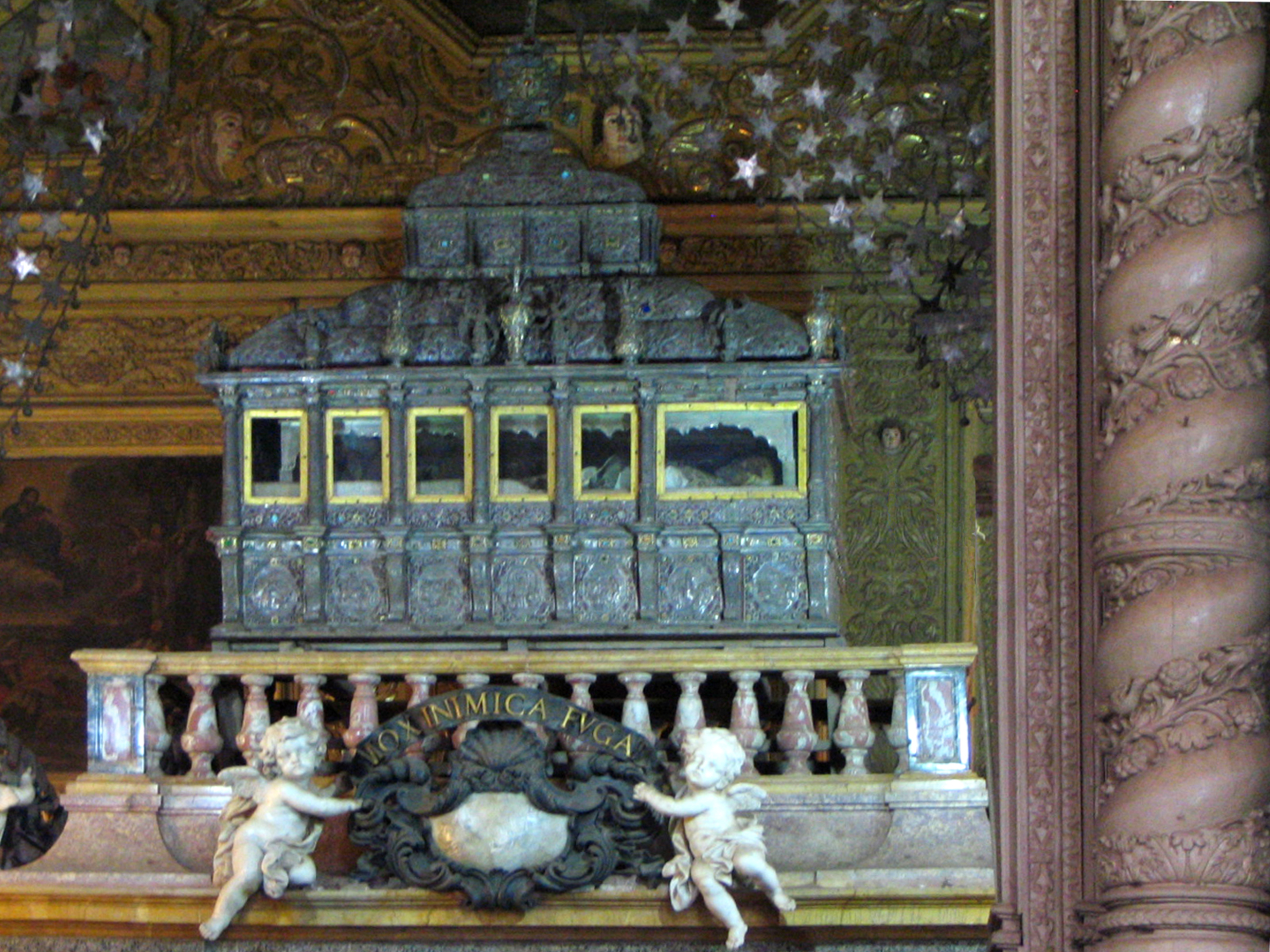
Châsse des reliques de saint François Xavier, Goa.

Contrairement à une opinion répandue, l’église ne fut pas construite pour recevoir le corps du missionnaire. Il fut d’abord transféré, en 1613, du collège Saint-Paul à la nouvelle maison professe. La canonisation de François Xavier en 1622 permit la vénération publique du nouveau saint. Son sarcophage fut alors transféré dans l’église, en 1624, et des marques de dévotion populaire furent autorisées. En 1637 le corps est placé dans une châsse en argent décorée avec raffinement de scènes de la vie du saint. Le monument trouve sa forme définitive en 1698 : Cosme III de Médicis, grand-duc de Toscane, envoie à ses frais marbre et artiste-marbrier à Goa pour élever un mausolée à saint François Xavier. Le monument — mausolée de marbre, sarcophage et châsse en argent contenant le corps du saint — trouve sa place définitive dans le transept droit de l’église du Bon-Jésus.

### L’église devient basilique
L’église devient rapidement un centre de pèlerinage. Les fidèles viennent prier le saint devant la châsse qui contient son corps. Une première exposition publique du corps est organisée en 1782. Depuis lors, l’événement est organisé en moyenne tous les dix ans (dernière fois en 2014).

L'église et ses dépendances sont le lieu d'événements importants pour la vie religieuse indienne. À titre d'exemple, le 1er Congrès eucharistique national s'y tient en présence, entre autres, du Patriarche, Mgr Valente et de l'évêque de Dacca, Mgr Pierre-Joseph Hurth.
En 1946, considérant l’importance nationale, et même internationale, de l’église comme centre de pèlerinages, le pape Pie XII éleva l’église au rang de basilique mineure : elle devint ainsi la « basilique du Bon-Jésus ».
Après les grandes fêtes de 1952 (400e anniversaire de la mort du saint) qui attirèrent quelque 810 000 pèlerins le patriarche de Goa décida que les saintes reliques ne pourraient plus être touchées directement par les fidèles. Le corps est placé dans une urne de cristal en 1955 et reste bien visible, même si l’on ne peut plus parler d’un corps ‘incorruptible’.

## Retour des jésuites
Lorsque le marquis de Pombal, dans sa lutte contre l’influence de l’Église, expulsa les Jésuites du Portugal, ceux de Goa furent également arrêtés (26 septembre 1759) et renvoyés au Portugal (9 décembre 1760). Quatorze ans plus tard, le 21 juillet 1773, la Compagnie de Jésus fut supprimée par le pape Clément XIV. Même si la restauration des jésuites eut lieu dès 1814 (par Pie VII) ils ne furent autorisés à revenir à Goa qu’en 1933, lorsque la nouvelle constitution du Portugal eut abandonné ses articles anticléricaux.
En vertu du concordat signé en 1940 avec le Saint-Siège la basilique du Bon-Jésus (ainsi que d’autres biens) fut rendue à l’Église en 1943. Le patriarche de Goa qui avait déjà fait appel à leurs services pour l’accueil des pèlerins lors des grandes célébrations de 1952, finalement rendit basilique et résidence aux jésuites en 1956.